# Terra da Nóbrega
Terra da Nóbrega é o antigo julgado de Aboim da Nóbrega, em Vila Verde, no Minho, Portugal. Dele deriva, geralmente, o sobrenome de família Nóbrega.
Atualmente a Terra da Nóbrega corresponde a uma parte do concelho de Vila Verde e outra parte do concelho de Ponte da Barca.
Neste antigo julgado encontramos o pico do Castelo da Nóbrega, entre o concelho de Vila Verde e de Ponte da Barca, com 771 metros de altitude.